# بلا کورتس
بلا کورتس (اسپانیایی: Bella Cortez‎؛ زادهٔ ۳۰ نوامبر ۱۹۴۳) بازیگر و رقصنده اهل کوبا است.
از فیلم‌ها یا برنامه‌های تلویزیونی که وی در آن نقش داشته است، می‌توان به ولکان، پسر ژوپیتر و هفت‌خوان علی‌بابا اشاره کرد.